# کلیسای هوهانس مقدس (آیگدزور)
کلیسای هوهانس مقدس (ارمنی: Սուրբ Հովհաննես եկեղեցի؛ انگلیسی: St. John) یک کلیسا متعلق به کلیسای حواری ارمنی واقع در شهر آیگدزور، استان تاووش ارمنستان می‌باشد.  این بنا به سبک معماری ارمنی طراحی شده‌است.